# Abd al-Malik ibn Salih
Abd al-Malik ibn Said ibn Alì (in greco antico: Ἀβιμελέχ?, Abimelech, in fonti greche; 750 – al-Raqqa, 812) è stato un generale arabo, membro della dinastia degli Abbasidi, che fu governatore in Siria ed Egitto. Si distinse in diverse incursioni contro l'Impero bizantino ma la grande influenza che acquisì sulla Siria impose al califfo Hārūn al-Rashīd di imprigionarlo nell'803. Rilasciato nell'809, venne inviato nell'812, dal califfo al-Amin, a raccogliere truppe contro il fratello al-Maʾmūn nella guerra civile in corso tra i due, ma morì a seguito di una malattia.

## Biografia
La famiglia di Abd al-Malik apparteneva ad uno dei clan più potenti agli inizi dell'era Abbaside. La famiglia giocò un ruolo importante nel rovesciamento finale degli Omayyadi in Siria, che in seguito divenne la loro particolare base di potere. Era il nipote di Abdallah ibn Ali, il primo governatore abbaside della Siria, e uno dei figli di Salih Ibn Ali il primo governatore abbaside di Egitto e successore di Abdallah in Siria dopo che quest'ultimo inscenò una fallita rivolta nel 754. Il suo fratello maggiore al-Fadl ibn Salih e Ibrahim ibn Salih furono anch'essi governatori della Siria e dell'Egitto Da parte del padre, era cugino dei califfi al-Saffah (r. 750–754) e al-Mansur (r. 754–775). Sua madre era una delle concubine dell'ultimo califfo Umayyad, Marwan II (r. 744–750) e dopo la morte di Marwan venne presa da Salih. Alcune fonti sostengono che era già incinta a quel tempo, il che vorrebbe dire che Abd al-Malik era figlio di Marwan II.

Syria (Bilad al-Sham) e le sue province sotto il califfato abbaside

Sotto Hārūn al-Rashīd (r. 786–809), Abd al-Malik ebbe il primo importante comando: dal 789 al 793 fu governatore dello strategico jund di Qinnasrin e del nuovo jund di al-'Awasim, che comprendeva le frontiere con l'Impero bizantino. Da questa posizione, comandò le spedizioni contro l'Impero bizantino in Asia Minore nel 790/791 e probabilmente anche nel 792/793, quando suo figlio Abd ar-Rahman conquistò la fortezza di Thebasa.
Nel 792, dopo la morte di Ibrahim, Abd al-Malik divenne il capo del suo clan, e nel 794 venne nominato governatore dello jund di Damasco, mentre il fratello Abdallah ibn Salih gli succedette ai confini con Bisanzio. Nel corso dei successivi due anni, fu anche brevemente governatore di Medina ed Egitto, ma tornò presto alle frontiere bizantine: nel 797 condusse razzie in Cappadocia e Galatia fino ad Ancyra, dove ricevette un'ambasciata dell'imperatrice Irene d'Atene (r. 797–802) tendente a chiedere la stipula di un trattato di pace, che egli rigettò. Nel 798, condusse un'altra campagna che raggiunse e saccheggiò la grande base militare bizantina e imperiale di Malagina in Bitinia. Egli portò via un grande bottino, tra cui i cavalli imperiali da sfilata. Al suo ritorno, venne attaccato dalle forze dei thema di Opsikion e Optimaton, ma li sconfisse. Allo stesso tempo, il figlio saccheggiò la città di Efeso.
Intorno all'800, Abd al-Malik divenne tutore del figlio di Harun, al-Qasim. La sua importanza e l'influenza acquisita sull'esercito indussero però Harun a non fidarsi più di lui e nell'803 lo fece arrestare e mettere in prigione. Il motivo reale non è ancora chiaro, anche se la maggior parte delle fonti concordano sul fatto che il proprio figlio, Abd ar-Rahman, lo informò che al-Malik stava presumibilmente stava progettando di rovesciarlo. Abd al-Malik rimase imprigionato fino alla morte di Harun, sei anni più tardi, quando il califfo al-Amin (r. 809-813) lo liberò. Nel corso della guerra civile tra al-Amin e al-Ma'mun vi furono disordini in Siria. Poiché Abd al-Malik esercitava ancora una notevole influenza sulle truppe di frontiera, venne nominato governatore della Siria e dell'Alta Mesopotamia con il compito di assicurare queste regioni ad al-Amin organizzando le truppe per affrontare al -Ma'mun. Poco dopo aver raggiunto la sua sede di al-Raqqa, tuttavia, Abd al-Malik si ammalò e morì. La sua tomba venne demolita, alcuni anni dopo, dal vittorioso al-Ma'mun, presumibilmente perché Abd al-Malik aveva giurato di non voler accettare il dominio di al-Ma'mun.